# La carne e l'anima (film 1929)
La carne e l'anima (Father and Son) è un film del 1929, diretto da Erle C. Kenton per la Columbia Pictures. Tra gli interpreti principali, Jack Holt, Dorothy Revier, Wheeler Oakman e il piccolo Mickey McBan.

## Trama
Frank Fields, un ricco uomo d'affari rimasto vedovo, parte per l'Europa lasciando il figlio Jimmy alla vicina di casa, la signorina White. Durante il viaggio, Fields incontra l'affascinante Grace Moore. La donna è un'avventuriera che vive con Anton Lebau, un ricercato dalla polizia: l'amante, però, non si mostra molto conciliante quando scopre il legame che la lega a Fields. Grace, allora, lo denuncia e poi sposa Fields. La nuova moglie del ricco finanziere non incontra le simpatie del giovane Jimmy che se ne va da casa quando suo padre lo accusa di aver bruciato una lettera di Lebau a lui indirizzata. In realtà, la lettera è stata distrutta da Grace che, coscientemente, cerca di mettere zizzania tra padre e figlio. Fields, scoperta la doppiezza della moglie, litiga con lei. Lebau, intanto, viene trovato morto nella biblioteca della casa proprio mentre vi si trova anche Jimmy, tornato per prendere le sue cose: il padre pensa che l'assassino possa essere Jimmy, mentre il giovane pensa lo stesso di suo padre.

## Produzione
Il film fu prodotto dalla Columbia Pictures Corporation.

## Distribuzione
Il copyright del film, richiesto dalla Columbia Pictures Corp., fu registrato il 12 giugno 1929 con il numero LP464.
Il film uscì nelle sale statunitensi il 13 maggio 1929; a New York, fu presentato nella settimana del 9 febbraio. Nel Regno Unito, venne distribuito il 17 dicembre 1929.